# Munkänsla
Munkänsla, även känt under dess engelska namn mouthfeel, är en produkts fysiska och kemiska interaktion i munnen ur ett reologiskt perspektiv. Konceptet används i många områden relaterade till att testa och utveckla livsmedel, såsom vinprovning och reologi. Känslan beskrivs och utvärderas från första smakförnimmelsen i gommen, till den första tuggan, vidare bland efterföljande tuggor, till sväljningen och dess eftersmak. I exempelvis vinprovning används munkänslan vanligtvis med en benämning (söt, skarp, kryddig osv.) på vinets allmänna känsla i munnen. Några människor använder istället termen "struktur". Munkänsla är ofta relaterat till produktens vattenaktivitet, där hårda eller knapriga produkter har lägre vattenaktivitet än mjuka produkter.

## Urval av använda termer
- Bounce: Beskriver hur snabbt som det förtärda återfår sin form efter tuggandet.
- Chewiness: Beskriver det antal tuggningar produkten kräver för att inta en sväljbar konsistens.
- Cohesiveness: Beskriver i vilken grad smakprovet deformeras innan den bryts sönder när den tuggas med kindtänderna.
- Density/denseness: Beskriver kompaktheten hos en matbits tvärsnitt efter att den bitits igenom med kindtänderna.
- Viskositet: Beskriver den styrka som krävs för att överföra en vätska från en sked över tungan.
- Hardness: Beskriver den styrka som krävs för att deformera produkten till en given distans, det vill säga, styrka för att pressa ihop mellan kundtänderna, bita igenom med framtänder, pressa ihop mellan tunga och gom.
- Fracturability: Beskriver den styrka med vilken matbiten smulas, spricker eller krossas. Omfattar smulighet, krispighet och sprödhet.
- Gumminess: Beskriver den mängd energi som krävs för att sönderdela ett halvflytande livsmedel tills den är redo att sväljas.
- Heaviness: Beskriver produktens upplevda vikt när den först placeras på tungan.
- Moisture absorption: Beskriver den mängd saliv som produkten absorberar.
- Moisture release: Beskriver mängden av vattnighet/saftighet som matbiten utger.
- Dryness: Beskriver till vilken grad matbiten känns torr i munnen.
- Wetness: Beskriver mängden fukt som märks på produktens yta.
- Mouthcoating: Beskriver sort och mängd av beläggning i munnen efter att matbiten tuggats färdigt, bland annat hos fett och olja.
- Roughness: Beskriver graden av skrovlighet på produktens yta som tungan känner.
- Slipperiness: Beskriver till vilken grad som produkten glider över tungan.
- Graininess: Beskriver till vilken grad en matbit består av små, korniga partiklar.
- Smoothness: Beskriver frånvaron av partiklar eller andra småbitar i produkten.
- Uniformity: Beskriver till vilken grad som matbiten är jämn raktigenom.
- Uniformity of Chew: Beskriver till vilken grad produktens tuggningskännetecknen är jämna genom hela tuggningsprocessen.
- Uniformity of bite: Beskriver hur jämn styrka som krävs att bita.